# Gråbergssång
Gråbergssång är en dikt om gråberget av Gustaf Fröding. 
Dikten publicerades bland "Mattoidens sånger" (mattoide, italienska: 'narr', 'dåre') i Efterlämnade skrifter 1914 och tillhör de dikter som med ett ytterst avskalat formspråk vill uttrycka djurs, växters och, som här, urbergs innersta väsen. Dikten skrevs mot slutet av Frödings liv under hans vistelse på Ulleråkers sjukhus i Uppsala där han var inlagd mellan åren 1896 och våren 1905. 
Dikten har tonsatts och spelats in av Mando Diao 2012 på albumet Infruset.